# Georg Hermann Lehnert
Georg Hermann Lehnert (geboren am 13. Februar 1862 in Zittau, gestorben 28. Januar 1937) machte sich besonders für das Kunstgewerbe im Deutschen Reich verdient.

## Leben
Nach seinem Abitur am Kgl. Realgymnasium in Zittau studierte Georg Hermann Lehnert unter anderem bei Rudolf Leuckart Naturwissenschaften an der Universität Leipzig, an der er 1891 auch mit einer Arbeit über Beobachtungen an Landplanarien promovierte. Als Doktorand wurde er Abteilungsredakteur für naturwissenschaftliche und verwandte Fächer bei der zunächst im Leipziger Verlag von Friedrich Wilhelm Grunow, in den Bänden 2 und 3 bei Wiegandt & Grieben in Berlin erscheinenden Deutschen Encyklopädie, die jedoch nach Band 3 ihr Erscheinen einstellte,
Nach seinem Studium der Naturwissenschaften widmete sich Lehnert den Kunstwissenschaften und wurde 1909 oder 1910 zunächst als Privat-Dozent für Kunstgewerbe in der Abteilung I für Architektur der Königlichen Technischen Hochschule (ab 1919 Technische Hochschule) zu Berlin. Ab 26. Januar 1922 wurde er als nicht beamteter außerordentlicher Professor für Kunstgewerbe geführt und wechselte die Fachrichtung Architektur in die Fakultät II für Bauwesen ebenda.
Lehnert machte er sich insbesondere um die Förderung des Kunstgewerbes in Deutschland verdient. Er war Geschäftsführer des Deutschen Vereins für Kunstgewerbe in Berlin und als Schriftleiter der vereinseigenen Zeitschrift Die Werkkunst : Zeitschrift des Vereins für deutsches Kunstgewerbe in Berlin (1.1905/06 - 6.1910/11). Der kunsthistorischen Forschergemeinde wurde er durch seine Abhandlung über Das Kunstgewerbe der Neuesten Zeit, die er als Mitherausgeber und Koautor der Illustrierten Geschichte des Kunstgewerbes (2 Bände Berlin : M. Oldenbourg [1907–09]) verfasste, bekannt. Als Professor für Kunstgewerbe legte er dann mit insgesamt 4 Bänden einer Geschichte des Kunsthandwerks nach, die die Zeit vom Altertum bis zur Renaissance abdeckt. Er verfasste auch Einzelstudien wie eine über Das Porzellan, die in der Reihe Sammlung illustrierter Monographien. erschien.
Mit Karl Esselborn und Herman Haupt zusammen gab er zudem die 3-bändige Serie Hessische Biographien (Darmstadt : Hessischer Staatsverl. 1918 - 1934) heraus. Er war (Stand 1914) Hauptmann der Reserve der sächsischen Armee.

## Werke (Auswahl)
- Das Porzellan. Mit 260 Abbildungen, zum Teil im Buntdruck (archive.org).
- Schriftleiter der Die Werkkunst : Zeitschrift des Vereins für deutsches Kunstgewerbe in Berlin (1.1905/06 – 6.1910/11).
- Mitherausgeber und Koautor: Illustrierte Geschichte des Kunstgewerbes. M. Oldenbourg, Berlin, Band 1 1907 (archive.org), Band 2 1909 (archive.org).
- Geschichte des Kunstgewerbes. Vereinigung wiss. Verleger, de Gruyter, Berlin [u. a.], 
  - Band 1: Das Kunstgewerbe im Alterum. 1921 (= Sammlung Göschen. 819) (archive.org).
  - Band 2: Das Kunstgewerbe der vorromanischen und der romanischen Zeit. 1922 (= Sammlung Göschen. 820) (archive.org).
  - Band 3. Das Kunstgewerbe der gotischen Zeit. 1926 (= Sammlung Göschen. 926).
  - Band 4. Das Kunstgewerbe der Renaissance. 1931 (= Sammlung Göschen. 1033).
- Mitherausgeber von Hessische Biographien / in Verbindung mit Karl Esselhorn und Georg Lehnert hrsg. von Herman Haupt. Grossherzoglich hessischer Staatsverlag, Darmstadt 1918, Band 1, 1918 (Hathitrust), Band 2, 1927, Band 3, 1934.

## Zeitschrift
Als Vorsitzender des Deutschen Vereins für Kunstgewerbe war er zugleich Schriftleiter der vereinseigenen Zeitschrift Die Werkkunst : Zeitschrift des Vereins für deutsches Kunstgewerbe in Berlin (1.1905/06 – 6.1910/11).